# Friedrich (Freiburg)

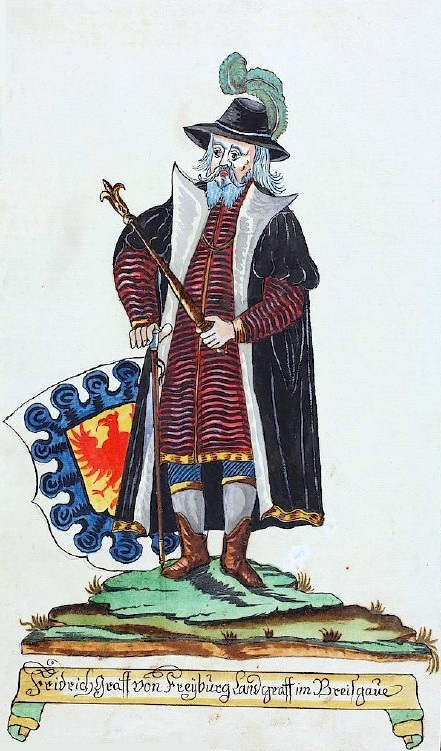
Graf Friedrich von Freiburg

Friedrich (* 1316 in Freiburg im Breisgau; † 9. November 1356 ebenda) war Graf von Freiburg und Landgraf im Breisgau  Sohn von Konrad II. und Katharina von Lothringen.

## Leben
Nach dem Tode Konrads II. übernahm sein Sohn Friedrich 1350 die Herrschaft in Freiburg. Bald geriet er mit seinem Stiefbruder Egino in „Streit wegen der Wildbänne und Bergwerke im Breisgau, alte Lehen vom Stift Basel. Ihr Lehensherr Bischof Johann von Basel entschied 1351 dahin, dass die Hälfte Egen abzutreten sei“.
Wie seine Vorgänger häufte Friedrich neue Schulden auf. Als die Stadt für Forderungen von 700 Mark Silber aufkommen musste, verbot der Rat Friedrich 1353 das Aufstellen neuer Pfandbriefe. Um dies sicherzustellen, soll der Graf „sein Siegel dreien aus dem Rathe aufgestellten Pflegern übergeben und diese sollten es an einen Ort legen, wo der Graf noch der Rath dazukommen könnte“.
Nach seinem Tod am 9. November 1356 übertrug am 28. November „Bischof Johann von Straßburg im Namen und Auftrag Karls IV. den Grafen Egen mit den Reichslehen und nimmt ihn in Eid und Pflicht“. Nun gab es aber in der Verfassungsurkunde Freiburgs den Zusatz, „dass, wenn ein Herr zu Freiburg stirbt und keinen Sohn hinterlässt, die Bürger die älteste Tochter zu Frau nehmen sollten“. So nahm die Stadt am 29. Dezember Friedrichs Tochter Klara als Herrin von Freiburg an.

## Ehe und Nachkommen
Graf Friedrich heiratete Anna von Hachberg-Sausenberg († 28.02 1331), die Tochter des Markgrafen Rudolf I. von Hachberg-Sausenberg. Mit ihr hatte er  eine Tochter:
- Klara (1321–1368)

In zweiter Ehe heiratete er Mahaut de Montfaucon, die Witwe des Grafen Richard de la Roche.